# Sid Meier’s Railroads!
Sid Meier’s Railroads! ist eine Wirtschaftssimulation von Firaxis Games, die im Oktober 2006 von 2K Games veröffentlicht wurde. Es ist der Nachfolger von Railroad Tycoon 3. Es stellt das erste Spiel seit dem ursprünglichen Railroad Tycoon, für das sich Sid Meier wieder verantwortlich zeigte. Eine Version für Mac OS X wurde am 1. November 2012 von Feral Interactive veröffentlicht.

## Entwicklung
Sid Meier besuchte das Miniatur Wunderland in Hamburg und bekam die Idee die Railroad Tycoon Reihe mit 3D-Grafik neu aufleben zu lassen. Dabei sollte auch das Interface vereinfacht werden.

## Spielprinzip
Es handelt sich um eine Wirtschaftssimulation, bei der jeder Spieler ein Eisenbahnimperium aufbaut. Beginnend mit einer Stadt mit einem Bahnhof mit einem Gleis, investiert der Spieler aus seinem Aktienkapital in Strecken, Bahnhöfe und Lokomotiven. Bahnhöfe können nur in Städten und Rohstoffquellen errichtet werden. Einkommen erhält der Spieler bei Ankunft von transportierten Passagieren, Post, Rohstoffen und Gütern am Zielbahnhof. Der Spieler kann ebenfalls Patente ersteigern, mit denen er die Leistungsfähigkeit der Lokomotiven, der Waggons, des Brücken- oder Tunnelbaus steigern kann. Ersteigert werden können auch Produktionsstätten, sofern man diese nicht durch Investition in einer Stadt selbst errichtet hat. Die vom Spieler gewählte Streckenführung, die Art der Ladung und die Anzahl der Anhänger bestimmen die Fahrgeschwindigkeit des Zuges. Jede Lokomotive verursacht nach Betriebsdauer und Fahrtstrecke Wartungskosten. Kollisionen sind nicht möglich. Im Laufe der Jahre werden modernere Lokomotiven wie LEG – Adler und Pfeil, DR-Baureihe V 200, TGV verfügbar, die sich in ihrer Leistung und Fahrgeschwindigkeit unterscheiden. Die Aktienkurse der Eisenbahnunternehmen reagieren auf getätigte Investitionen und noch mehr auf Kauf und Verkauf. In allen Spielszenarien geht es letztlich darum, alle Konkurrenten vor dem Zieljahr aufzukaufen. Der Spielkalender umfasst in den meisten Szenarien die Jahre von 1850 bis 1970.

## Rezeption
Sid Meier’s Railroads sei spielerisch identisch zu Railroad Tycoon Deluxe, nur optisch ansprechender. Städte und Züge seien liebevoll animiert, die Szenarios wunderschön gestaltet. Schon nach kurzer Spielzeit spiele Geld keine Rolle mehr. Fesselnd sei das Austüfteln der perfekten Strecken. Eine zusammenhängende Kampagne fehle. Der Streckenbau sei fummelig beim Anschluss zweier Gleise. Eine Undo-Funktion fehle. Die Züge haben Probleme bei der Wegfindung, wenn komplexe mehrgleisige Strecken gebaut werden. Große Streckennetze lassen sich mittels Transport Tycoon oder Locomotion besser anlegen. Ein Endlosspiel im Sinne einer Modelleisenbahn fehle. Die Herausforderung innerhalb der Szenarien sei auch für ungeübte Spieler zu einfach. Die Soundkulisse sei stimmig, die Präsentation sei toll. Die Bedienung sei einfach, die Lernkurve flach. Der Fuhrpark sei umfangreich und die Steuerung intuitiv.